# سرود شادی (فیلم)
سرود شادی به (انگلیسی:Ode to Joy) یک فیلم کمدی-درام محصول آمریکا به کارگردانی جیسون وینر در سال ۲۰۱۹ است.

## بازیگران
- مارتین فریمن
- مورنا باکارین
- جیک لیسی
- جین کرتین
- ملیسا راوش
- شنون وودوارد
- هیز مک‌آرتور